# Peter Englund

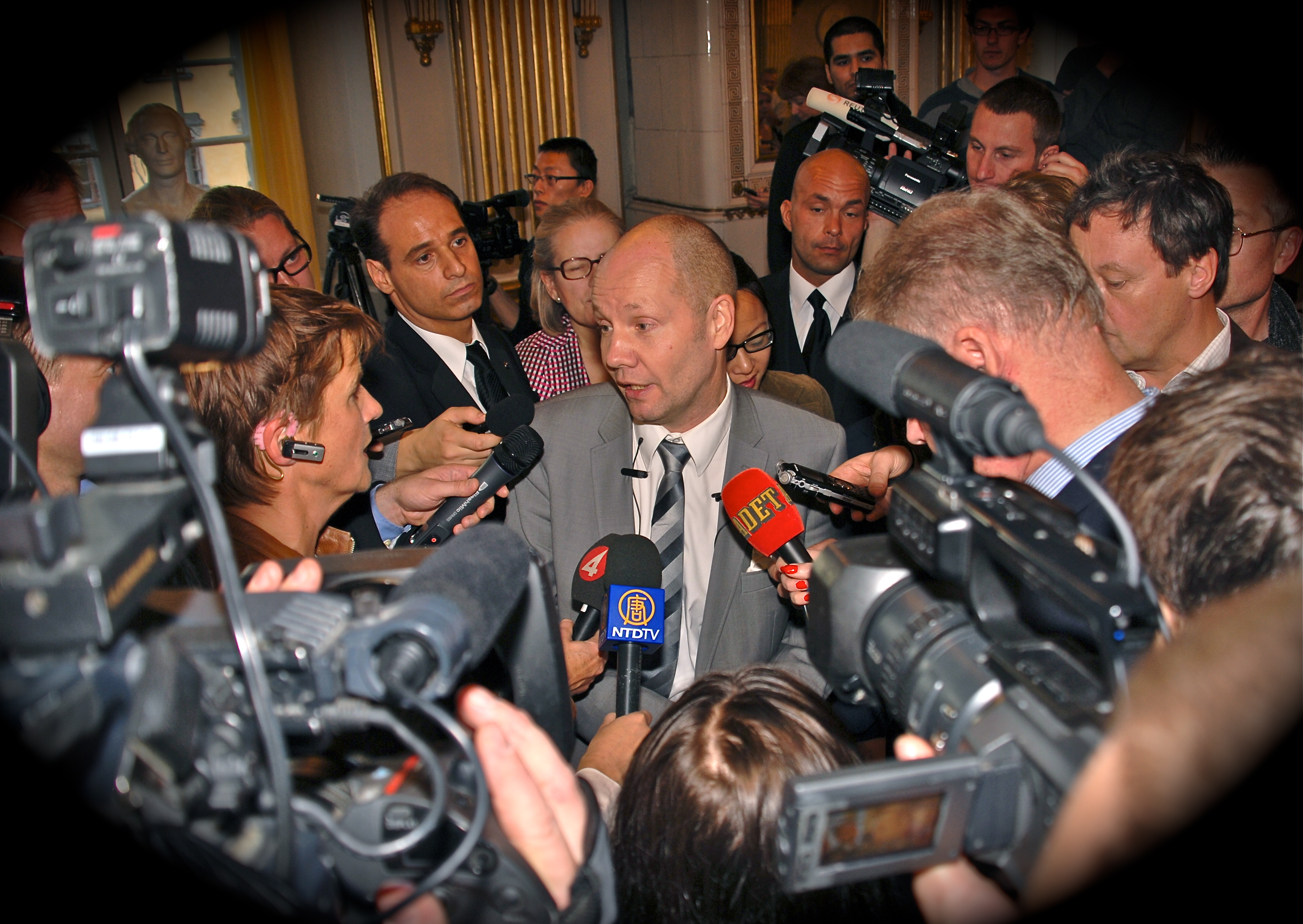
Englund omgiven av världspressen vid tillkännagivandet av Nobelpriset i litteratur 2010.

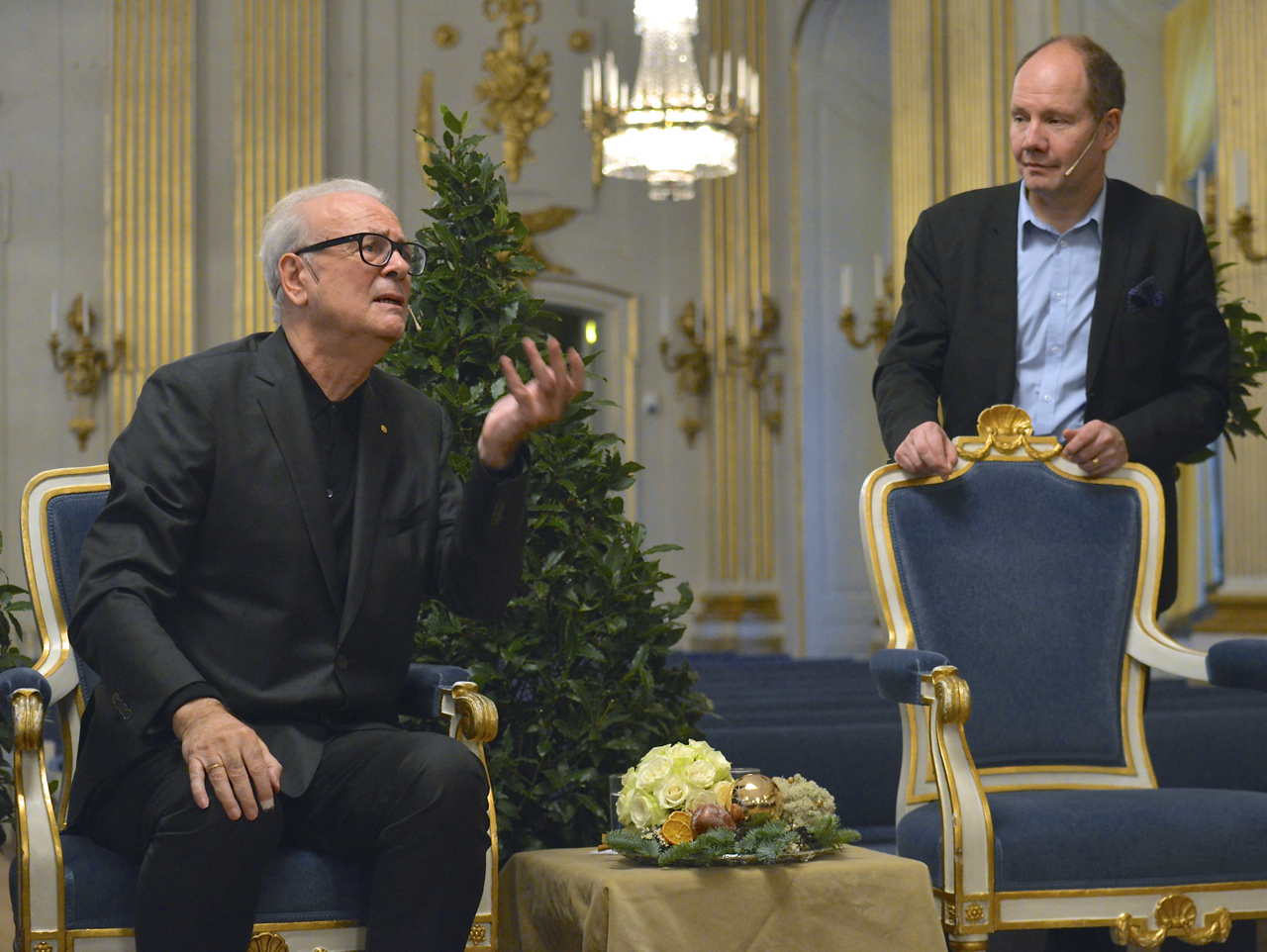
Patrick Modiano och Peter Englund i Börshuset den 6 december 2014.

Peter Mikael Englund, född 4 april 1957 i Överluleå församling, Norrbottens län, är en svensk historiker och författare. Han invaldes i Svenska Akademien 23 maj 2002 och tog sitt inträde 20 december samma år. Han efterträdde historikern Erik Lönnroth på stol nr 10. Mellan 1 juni 2009 och 31 maj 2015 var Englund Svenska Akademiens ständige sekreterare. Han efterträddes på posten av Sara Danius.

## Biografi
Peter Englund föddes i Boden, där hans far då var bryggerichaufför. Sedermera läste fadern till ingenjör och anställdes vid Fortifikationsverket. Modern var under hans barndom hemmafru men blev sedan telefonist vid brandkåren. Båda föräldrarna kommer från Niemisel. Han har två bröder.
Peter Englund gick först tvåårig vårdlinje men sedan humanistisk linje på gymnasiet, där det historiska intresset vaknade. I ungdomen i Boden var han aktiv i FNL-rörelsen och SSU och satt i verkställande utskottet för Norrbottens SSU-distrikt, men uteslöts ur SSU för samröre med trotskister som fanns i hans krets vid tidningen Offensiv. Han har sedan dess inte varit partipolitiskt aktiv.
År 1980 flyttade Englund till Uppsala där han studerade arkeologi, teoretisk filosofi och historia vid Uppsala universitet, och antogs därefter som doktorand i historia. Han hade innan studierna i Uppsala gjort en femton månader lång militärtjänst vid artilleriet, bland annat vid Artilleriets kadettskola i Jönköping, och gjorde en tid avbrott i studierna för att arbeta för militära underrättelsetjänsten. År 1989 disputerade han med avhandlingen Det hotade huset som handlar om svensk politisk historia under stormaktstiden. Avhandlingen var Englunds andra bok; År 1988 utkom han med storsäljaren Poltava, och hade sedan en tid varit verksam som skribent vid Expressen med essäer om historia samt bokrecensioner. Intresset för militärhistoria ledde till reportage från krigen i forna Jugoslavien, Afghanistan och Irak, bland annat i Dagens Nyheter.
Hans fortsatta författarskap har ägnat sig åt såväl 1600-talet som samtidshistoria, förutom militär- och politisk historia. I oktober 2016 gav han ut Jag kommer ihåg, ett delvis självbiografiskt ”minnesexperiment”.
Peter Englund var professor i narratologi vid Dramatiska Institutet mellan 2001 och 2006. Han medverkade som sakkunnig bisittare i Fredrik Lindströms programserie om svensk historia och identitet, Världens modernaste land, i SVT 2006–2007. Englund har även varit verksam som utvecklare av historiska konfliktspel och är bland annat upphovsman till Holowczyn: Battle of the Moscow Road (1980) om det fältslag som utspelade sig där den 4 juli 1708 och Peter the Great (1983) om slaget vid Poltava.
Englund invaldes 2001 som ledamot av Kungliga Krigsvetenskapsakademien och 2002 som ledamot av Svenska Akademien där han efterträdde Erik Lönnroth. Han var Svenska Akademiens ständige sekreterare från juni 2009 till och med maj 2015.
Den 6 april 2018 meddelade Englund att han på grund av kontroversen i akademien inte längre skulle delta i Svenska Akademiens arbete, men den 10 januari 2019 meddelade han att han skulle återuppta arbetet i Svenska Akademien.

## Författarskap och forskning
Englund har skrivit ett antal böcker om den svenska stormaktstiden, med vilka han har nått en stor läsekrets. Efter att Poltava blivit en stor framgång påbörjade Englund en planerad trilogi tänkt att täcka perioden från Trettioåriga kriget fram till reduktionen. Den första boken, Ofredsår, kom 1993 och bär undertiteln Om den svenska stormaktstiden och en man i dess mitt. Mannen, ur vars perspektiv händelserna till stor del skildras, är Erik Dahlbergh, som med sitt ursprung i enkla, för att inte säga fattiga, förhållanden, företog 1600-talets kanske mest spektakulära klassresa i Sverige.
Den andra delen i sviten om stormaktstiden, Den oövervinnerlige, kom år 2000 och avhandlar främst kriserna efter det stora tyska kriget och Karl X Gustavs ibland förbisedda roll i Sveriges historia. Silvermasken (2006) handlar om drottning Kristina.
Englund har även skrivit reportage- och essäsamlingar: Brev från nollpunkten (1996), Tystnadens historia och andra essäer (2003) och Spegelscener (2006), samt manus till tv-serien Ramona (2002).
År 2008 utkom Englund med Stridens skönhet och sorg som med mikrohistoriskt och föränderligt synsätt skildrar första världskriget. Den har följts av flera delar som skildrar världskriget från år till år.
2016 utkom den delvis självbiografiska boken Jag kommer ihåg.
Peter Englunds forskning i till exempel Ofredsår och Den oövervinnelige har blivit skarpt ifrågasatt. Robert I. Frost, brittisk specialist på 1600-historia påpekade att i frågan om polsk historia "begår författaren många misstag och texten präglas av brist på exakthet, men att räkna upp alla felaktigheter är meningslöst". Likaså Peter Johnsson, i sin bok Polen i Historien, återger ett antal nationalistiskt vinklade eller tillrättalagda påståenden i dessa böcker.

## Priser och utmärkelser
- 1988 – BMF-plaketten för Poltava[17]
- 1991 – Östersunds-Postens litteraturpris
- 1993 – Augustpriset för Ofredsår i kategorin årets svenska fackbok[17]
- 1993 – Lundequistska bokhandelns litteraturpris
- 1993 – TCO:s kulturpris
- 1996 – Nöjesguidens pris bästa läsning[17]
- 1998 – Hedersledamot vid Norrlands nation[18]
- 2000 – Lotten von Kraemers pris[17]
- 2000 – H.M. Konungens medalj av 8:e storleken i Serafimerordens band
- 2001 – Piratenpriset[17]
- 2002 – Eldh-Ekblads fredspris[17]
- 2002 – Stiftelsen Selma Lagerlöfs litteraturpris[17]
- 2003 – Litteraturklubbens stora litteraturpris för Tystnadens historia och andra essäer[17]
- 2004 – Disapriset
- 2004 – Gerard Bonniers essäpris[17]
- 2008 – Expressens Björn Nilsson-pris för god kulturjournalistik
- 2018 – Mårbackapriset